# العلاقات الدومينيكانية اللاوسية
العلاقات الدومينيكانية اللاوسية هي العلاقات الثنائية التي تجمع بين جمهورية الدومينيكان ولاوس.

## مقارنة بين البلدين
هذه مقارنة عامة ومرجعية للدولتين:
| وجه المقارنة                                              | جمهورية الدومينيكان | لاوس        |
| --------------------------------------------------------- | ------------------- | ----------- |
| المساحة (كم2)                                             | 48.67 ألف           | 236.80 ألف  |
| عدد السكان (نسمة)                                         | 10.40 مليون         | 6.86 مليون  |
| الكثافة السكانية (ن./كم²)                                 | 213.68              | 28.97       |
| العاصمة                                                   | سانتو دومينغو       | فيينتيان    |
| اللغة الرسمية                                             | اللغة الإسبانية     | اللغة اللاو |
| العملة                                                    | بيزو دومنيكاني      | كيب لاوي    |
| الناتج المحلي الإجمالي (بليون دولار)                      | 75.93 مليار         | 16.85 مليار |
| الناتج المحلي الإجمالي (تعادل القوة الشرائية) بليون دولار | 149.89 مليار        | 38.71 مليار |
| الناتج المحلي الإجمالي الاسمي للفرد دولار أمريكي          | 6.47 ألف            | 1.82 ألف    |
| الناتج المحلي الإجمالي للفرد دولار أمريكي                 | 13.26 ألف           |             |
| مؤشر التنمية البشرية                                      | 0.715               | 0.575       |
| رمز المكالمات الدولي                                      | +1809، +1829، +1849 | +856        |
| رمز الإنترنت                                              | .do                 | .la         |
| المنطقة الزمنية                                           | 00                  | ت ع م+07:00 |

## منظمات دولية مشتركة
يشترك البلدان في عضوية مجموعة من المنظمات الدولية، منها:
| علم المنظمة | اسم المنظمة                        | تاريخ انضمام جمهورية الدومينيكان | تاريخ انضمام لاوس |
| ----------- | ---------------------------------- | -------------------------------- | ----------------- |
|             | البنك الدولي للإنشاء والتعمير      | 18 سبتمبر 1961                   | 5 يوليو 1961      |
|             | يونسكو                             | 4 نوفمبر 1946                    | 9 يوليو 1951      |
|             | وكالة ضمان الاستثمار متعدد الأطراف | 7 مارس 1997                      | 5 أبريل 2000      |
|             | مؤسسة التمويل الدولية              | 31 أكتوبر 1961                   | 29 يناير 1992     |
|             | منظمة الشرطة الجنائية الدولية      | ?                                | ?                 |
|             | الأمم المتحدة                      | 24 أكتوبر 1945                   | 14 ديسمبر 1955    |
|             | مؤسسة التنمية الدولية              | 16 نوفمبر 1962                   | 28 أكتوبر 1963    |
|             | منظمة حظر الأسلحة الكيميائية       | ?                                | ?                 |